# Perusinischer Krieg
Der Perusinische Krieg (lateinisch bellum Perusinum, Krieg von Perusia), der im Winter 41/40 v. Chr. stattfand, war ein wichtiger Meilenstein beim Aufstieg von Octavian, dem späteren Kaiser Augustus. Der für den Krieg ausschlaggebende Anlass war die Versorgung der Kriegsveteranen. Es handelte sich dabei um einen politischen Konflikt zwischen Octavian auf der einen sowie Lucius Antonius und Fulvia auf der anderen Seite. Letztere vertraten als Bruder bzw. Gattin die Interessen des im Orient abwesenden Marcus Antonius in Italien. Die militärische Auseinandersetzung endete nach der erfolgreichen Belagerung Perusias mit Octavians Sieg.

## Vorgeschichte
Nach der Gründung des Zweiten Triumvirats (November 43 v. Chr.), das aus Marcus Antonius, Octavian (dem späteren Kaiser Augustus) und Marcus Aemilius Lepidus bestand, kam es im Herbst 42 v. Chr. zur entscheidenden Doppelschlacht bei Philippi, bei der die Caesarmörder Brutus und Cassius unterlagen. Da Lepidus an dem Sieg nicht beteiligt gewesen war, änderten sich die Machtverhältnisse innerhalb des Triumvirats. Nach Antonius besaß nun Octavian die zweitstärkste Macht und Lepidus wurde zurückgedrängt. Die beiden einflussreichsten Triumvirn verteilten die meisten Provinzen im Westen des Reichs und die zu erledigenden Aufgaben unter sich. So hatte Marcus Antonius im Osten des Reiches – der ihm praktisch zufiel – für Ordnung zu sorgen und die den Soldaten als Belohnung versprochenen großen Geldsummen einzutreiben, während Octavian die schwierige Aufgabe erhielt, etwa 50.000 bis 60.000 Veteranen durch Zuweisung von Land in Italien zu versorgen. Um das zu erreichen, sollte Octavian die Einwohner aus 18 italischen Städten vertreiben und deren Güter unter die Veteranen verteilen lassen. Dies musste dem jungen Caesarerben die Wut der Enteigneten zuziehen.

## Die Kontrahenten
Als Octavian Anfang 41 v. Chr. von Makedonien nach Italien zurückkehrte, stellte sich für ihn die übernommene Pflicht der Veteranenversorgung als außerordentlich schwierig dar. In Italien gab es beispielsweise Hungersnöte, weil Sextus Pompeius und die noch immer weitgehend ungeschlagene Flotte der Caesarmörder die italischen Häfen sperrten und so die Zufuhren blockierten, zudem große Landstriche aufgrund der Kriegswirren unbebaut geblieben waren. Octavian hatte in Italien auch keine volle Handlungsfreiheit, da das Land allen – untereinander rivalisierenden – Triumvirn unterstand und sich dort starke Truppenverbände des Marcus Antonius aufhielten. Ferner gehörten beide damaligen Konsuln, Lucius Antonius, der jüngere Bruder des Triumvirn, und Publius Servilius Isauricus, nicht zu Octavians Gefolgsleuten.
An der Frage der geplanten Veteranenansiedlung entzündete sich ein schwerer politischer und schließlich auch militärischer Konflikt zwischen Octavian und den Sachwaltern des Marcus Antonius in Italien, seiner Gattin Fulvia und seinem Bruder Lucius Antonius. Diese wollten die Schwierigkeiten Octavians bei der Veteranenansiedlung ausnützen, um ihn politisch möglichst weit auszumanövrieren. Den ausführlichsten Bericht zu diesen Verwicklungen liefert der Kriegshistoriker Appian im fünften Buch seiner Bürgerkriege, wobei er sich wohl stark auf das verlorene Geschichtswerk von Antonius’ General Gaius Asinius Pollio stützt; daneben ist die kürzere Darstellung des Cassius Dio im 48. Buch seiner Römischen Geschichte eine weitere Hauptquelle.
Octavian verkaufte weiteren konfiszierten Besitz der zu Beginn des Triumvirats proskribierten Gegner und borgte sich Gelder aus Tempelschätzen zur teilweisen Entlohnung der Veteranen. Vor allem aber bestand er darauf, wie mit seinen Triumviratskollegen vereinbart, die aus dem Kriegsdienst entlassenen Soldaten auf dem Land der zur Enteignung vorgesehenen Städte anzusiedeln. Die Betroffenen drängten auf eine gerechtere Lastenverteilung oder eine Entschädigung. Menschenscharen, auch Frauen mit ihren Kindern, kamen nach Rom, versammelten sich auf dem Forum und in den Tempeln und klagten, sie müssten, obwohl sie Italiker seien, wie ein unterjochtes Volk ihr Land verlassen. Zwar hatte Octavian bereits früher die beiden süditalienischen Küstenstädte Vibo und Rhegium von der Enteignung ausgenommen und suchte die Klagenden zu beruhigen, doch hatte er kein Geld für Entschädigungen und konnte sie allein mit besänftigenden Worten nicht trösten.
Damit sich nicht Octavian allein durch die Landanweisungen die Sympathie des Heeres sicherte, forderten Fulvia und Lucius Antonius eine Verschiebung dieser Maßnahme bis zur Rückkehr von Marcus Antonius aus dem Orient. Als sie mit diesem Verlangen bei den Veteranen auf kein Verständnis stießen, machten sie geltend, dass Octavian nur seine eigenen Soldaten ansiedeln solle, während die Offiziere des Antonius dessen Veteranen die ihnen zugesprochenen Grundstücke übergeben sollten. Aus Ärger trennte sich Octavian von Fulvias Tochter Clodia, lenkte aber bei den Landverteilungen ein. Bald stellten sich Lucius Antonius und Fulvia jedoch auf die Seite der von ihren Höfen vertriebenen Bauern und brandmarkten Octavians Enteignungspolitik, um diesen in ein schlechtes Licht zu rücken. Um die Veteranen hierdurch nicht zu verärgern, behaupteten sie, dass für die Landzuweisungen noch genügend Güter aus den Proskriptionen zur Verfügung ständen und auch Marcus Antonius große Finanzmittel aus dem Orient mitbringen würde; deshalb müssten keine italischen Städte enteignet werden.
Nun kam Octavian, der wegen der Aktionen von Lucius Antonius und Fulvia in eine schwierige Lage geriet, den zu enteignenden Landbesitzern entgegen, indem er etwa auf die Einziehung der Güter von Senatoren sowie der Mitgift von Frauen verzichtete und auch von der Enteignung von Grundstücken absah, die kleiner als die Fläche eines Landloses eines einzelnen Veteranen waren. Aber es war für ihn nicht möglich, beide Seiten zufriedenzustellen; und die Soldaten waren ihm wegen seiner Zugeständnisse an die Landbesitzer gram, da sie befürchteten, weniger Ländereien zugeteilt zu bekommen. Um die Veteranen zu versöhnen, restituierte Octavian u. a. alle Grundstücke oder verzichtete auf deren Verteilung, sofern diese der Besitz von im Krieg getöteten Soldaten waren. Aufgrund der vielen Ausnahmebestimmungen reichte das noch für die Verteilung zur Verfügung stehende konfiszierte Land nicht mehr für alle anzusiedelnden Veteranen aus. Daher bezog Octavian nun auch bisher nicht zur Verteilung vorgesehene Güter, die sich unweit enteigneter Städte befanden, in die Landzuweisungen an die Soldaten mit ein. Von dieser Regelung war etwa das Gut Vergils bei Mantua betroffen.
Lucius Antonius gab sich inzwischen republiksfreundlich; er verteidigte die Rechte des Konsulats und der de facto untergegangenen alten Verfassung gegen die übergeordnete Gewalt der Triumvirn. Zwar wollte er damit in erster Linie Octavian treffen, doch richtete sich seine Haltung letztlich auch gegen seinen Bruder Marcus, der ebenfalls die triumvirale Gewalt besaß. Aus den Quellen ist aber nicht klar erkennbar, wie ernst er es mit der von ihm proklamierten politischen Absicht meinte. In der Folge wurden Octavian die beiden Legionen vorenthalten, die ihm laut der Vereinbarung der Triumvirn zu übergeben waren. Auch sollte Quintus Salvidienus Rufus Salvius sechs Legionen Octavians auf die Iberische Halbinsel führen, die Octavian als Machtbereich unterstellt worden war. Salvidienus vermochte indessen seinen Auftrag nicht auszuführen, da ihm der Durchzug durch Gallien verweigert wurde. So drohte ein neuer Bürgerkrieg.

## Vergebliche Vermittlungsbemühungen
Ein möglicher neuer kriegerischer Konflikt, diesmal zwischen Antonianern und Octavianern, hätte in erster Linie die dabei zum Einsatz kommenden Legionäre betroffen. Diese waren hierzu aber nicht ohne Weiteres bereit. Sie waren mittlerweile zu einer selbstständigen politischen Kraft geworden und besaßen einen erweiterten Handlungsspielraum, der die Entscheidungsmöglichkeit der Generäle einschränkte. Die Soldaten der einzelnen römischen Heere empfanden füreinander ein Kameradschaftsgefühl, auch wenn sie unterschiedlichen Generälen unterstanden. Sie ließen sich nicht leicht dazu bewegen, für ihren Feldherrn gegen in anderen römischen Truppen dienende Kameraden zu kämpfen. Beim Konflikt um die Landverteilungen fürchteten sie, dass ihre Versorgung gefährdet sei, wenn den betroffenen Bauern und Honoratioren der Städte größere Zugeständnisse gemacht würden. Bei Zurechtweisungen der Soldaten bekam Octavian auch manchmal deren Zorn zu spüren. Öfters kam es zu Insubordinationen, die nur wenige Jahre zuvor zu Hinrichtungen der undisziplinierten Soldaten geführt hätten. Als etwa das Gerücht aufkam, Octavian hätte einen einfachen Soldaten hinrichten lassen, weil dieser sich während eines Schauspiels im Theater auf den Sitz eines Ritters gesetzt hatte, bedrohten einige Soldaten den Triumvirn. Doch da tauchte der angeblich Ermordete wieder auf.
Die Soldaten und Offiziere der verschiedenen Lager sahen sich aufgrund der Streitigkeiten zwischen Octavian und Lucius Antonius dazu veranlasst, einen Schlichtungsversuch zu unternehmen. Um die Zwistigkeiten wegen der Sperrung der Alpenpässe für Octavians auf dem Weg nach Spanien begriffene Truppen beizulegen, nötigten die Soldaten die rivalisierenden Feldherrn zu einem Treffen in Teanum in Kampanien. Bei dieser Zusammenkunft  kamen auch weitere Konfliktpunkte zur Sprache, so das Verhältnis der Triumvirn zu den Konsuln. Unter anderem wurde beschlossen, dass die Konsuln in der Ausübung ihres Amtes nicht von den Triumvirn behindert werden und weder Octavian noch Antonius in Italien Aushebungen durchführen sollten; ferner, dass  nur jene Soldaten Anspruch auf Landzuweisungen haben sollten, die an der Schlacht bei Philippi teilgenommen hatten, die anderen Krieger aber durch Geld zu entschädigen seien. Von den getroffenen Vereinbarungen wurde indessen nur die Aufhebung der Sperre der Alpenpässe tatsächlich durchgeführt.
Da Lepidus sich in Rom auf die Seite Octavians schlug, behauptete Fulvia, dort gefährdet zu sein. Sie begab sich in das dank seiner geographischen Lage sichere Praeneste (heute Palestrina). Lucius Antonius folgte ihr nach Praeneste, wo sich ihnen auch ein Teil der Senatoren und Ritter anschloss.
Bald darauf unternahmen zwei im Raum von Ancona angesiedelte Legionen, als sie von fortschreitenden Kriegsvorbereitungen beider Streitparteien vernahmen, einen weiteren Versuch der Konfliktbeilegung. Sie hatten früher unter dem Befehl von Caesar und danach von Marcus Antonius gestanden und forderten jetzt, dass sich Octavian und Lucius Antonius einem Schiedsgericht unterwerfen sollten. Die Soldaten ließen sich im Kapitolinischen Tempel in Rom die nach der Schlacht bei Philippi getroffenen Abmachungen der Triumvirn vorlesen und bestätigten sie. Auch schrieben sie eigene Beschlüsse zu strittigen Punkten nieder, deponierten eine versiegelte Urkunde darüber bei den Vestalinnen und setzten Gabii in Latium als Verhandlungsort fest. In einem Saal dieser Stadt wurden Tribünen aufgestellt, auf denen die Sprecher der gegnerischen Parteien ihre Reden halten sollten. Die Offiziere maßten sich an, dass ihr Schiedsspruch wie ein richterliches Urteil zu betrachten sei. Doch im Gegensatz zu Octavian stellte sich Lucius Antonius nicht dem von ihm spöttisch als „Senat in Soldatenstiefeln“ bezeichneten Schiedsgericht in Gabii, da er Angst vor Nachstellungen habe. Tatsächlich fühlte er sich wohl den Soldaten überlegen. Die beiden Legionen, die sich in ihrer Ehre gekränkt fühlten, verurteilten daher Lucius Antonius und schlossen sich Octavian an.

## Militärische Kräfteverhältnisse; Truppenwerbungen
Da Octavian nun die Anliegen der Soldaten stärker gegenüber den von der Enteignung bedrohten Städten vertrat, konnte er zahlreiche weitere Veteranenverbände für sich gewinnen. Dazu trug auch wesentlich bei, dass sich die Städte aufgrund der Unterstützung durch Lucius Antonius gewaltsam gegen die Ackerverteilungen ihrer Territorien gewehrt hatten, woraus sich öfters blutige Auseinandersetzungen entwickelt hatten. Die Waffenfähigen der bedrohten Städte gingen hingegen zu Lucius Antonius über, waren aber vorwiegend ungeübte Rekruten und damit den Veteranen Octavians an Kampfesstärke nicht gleichwertig.
Für Octavian war es wichtig, dass er durch seine soldatenfreundliche Haltung seine eigenen Krieger enger an sich band und viele Veteranen in seine Dienste zu ziehen vermochte, da er vor Abschluss der Truppenwerbungen über deutlich weniger Streitkräfte verfügte als sein Gegner. Diese ihm von Anfang an zu Gebote stehenden Truppen umfassten seine prätorianischen Kohorten, vier bei Capua stehende Legionen sowie sechs unter dem Befehl von Salvidienus auf dem Weg nach Spanien begriffene Legionen, die sich aber infolge des Widerstands der Antonianer noch in Oberitalien befanden und nun zurückgerufen wurden. Lucius Antonius gebot über sechs von ihm als Konsul ausgehobene Legionen; und elf weitere in Italien stationierte Legionen wurden von einem Heerführer seines Bruders, Quintus Fufius Calenus, kommandiert. Ferner baute er auf die Unterstützung weiterer Feldherren seines Bruders in Gallien, zu denen vor allem Gaius Asinius Pollio, Publius Ventidius Bassus und Lucius Munatius Plancus gehörten. Damit mangelte es den Antonianern aber an einer einheitlichen Militärführung. Lucius Antonius flossen aus den gallischen Provinzen auch beträchtliche finanzielle Mittel zu, wohingegen Octavian zur Bestreitung seiner Militärausgaben Zwangsanleihen bei den Tempelschätzen machen musste.
Inzwischen bedrohte ein General von Marcus Antonius von Nordafrika aus die spanischen Provinzen Octavians. Zusätzlich verheerte Gnaeus Domitius Ahenobarbus mit seinem Geschwader die den Triumvirn unterstehenden Küstengegenden, zerstörte die im Hafen von Brundisium liegende Flotte Octavians und belagerte diese Stadt. Da die Voraussetzungen für einen Krieg also für Octavian relativ ungünstig waren, bemühte er sich durch eine Gesandtschaft erneut um eine friedliche Verständigung mit seinem Kontrahenten. Auch dieser Versuch blieb erfolglos.

## Verlauf des Krieges bis Perusia
Im nun ausbrechenden Perusinischen Krieg, der sich hauptsächlich in Mittelitalien abspielte, kämpften zeitweilig bis zu 40 Legionen, wenn auch nicht in voller Kampfstärke, gegeneinander. Die Gesamtzahl der involvierten Krieger erreichte dabei bis zu etwa 200.000 Mann.
Octavian unternahm den ersten militärischen Schritt. Zuerst sandte er eine Legion nach dem bedrohten Brundisium und ging dann gegen Alba Fucentia sowie anschließend gegen die sabinische Stadt Nursia vor, die er genauso wenig einnehmen konnte wie danach die in Umbrien gelegene Stadt Sentinum. Lucius Antonius hingegen zog gleichzeitig gegen Rom und bemächtigte sich durch einen Handstreich der Stadt. Lepidus, der Rom mit zwei Legionen verteidigen sollte, ergriff die Flucht. Nun hielt Lucius Antonius in Rom eine Rede gegen die Institution des Triumvirats und behauptete, dass sein Bruder Marcus diesen Titel niederlegen und sich mit dem Konsulat begnügen werde. Octavian und Lepidus müsste der Triumvir-Titel entzogen werden. Sie wurden auf Lucius’ Betreiben durch den ihm hörigen Senat zu Feinden des Vaterlands erklärt und sollten von ihm bekriegt werden. Das von diesen Vorgängen entzückte Volk konnte so an den Wiederbeginn der Republik glauben. Allerdings verärgerte Lucius Antonius mit seiner Vorgangsweise die Soldaten, da deren materielle Versorgung von der Realisierung der Vereinbarungen der Triumvirn abhing; und auch die anderen Feldherren des Antonius hielten offenbar wenig von Lucius’ Bekämpfung des Triumvirats.
Beide Konfliktparteien hatten im Sommer 41 v. Chr. Delegierte zu Marcus Antonius entsandt, als sich dieser gerade in Phönizien befand, um ihn zur Intervention in Italien zu veranlassen. So reisten Lucius Cocceius Nerva und Caecina im Auftrag Octavians zum im Orient weilenden Triumvirn, um ihm Octavians Haltung in diesem Streit darzulegen. Indessen war Marcus Antonius im Osten des Römischen Reichs unabkömmlich und er wünschte auch aus taktischen politischen Erwägungen nicht einzugreifen: Denn es lag nicht in seinem Interesse, gegenüber seinen Familienmitgliedern die Position Octavians aufzuwerten, falls er sich auf dessen Seite stellte; er durfte aber umgekehrt auch nicht Octavian offen brüskieren, weil er gemeinsam mit ihm die Veteranenansiedlung vertraglich beschlossen hatte und damit diese Verpflichtung gegenüber den aus dem Militärdienst ausgeschiedenen Soldaten eingegangen war. So gab Antonius den Streitparteien keine klare Antwort, hielt sich aus dem Konflikt heraus und wartete ab. Doch seine unentschlossen erscheinende Haltung bewirkte eine zaudernde und unkoordinierte Vorgehensweise seiner Generäle in Italien und Gallien, die daher Lucius Antonius nicht energisch zu Hilfe kamen. Dazu trug auch bei, dass Marcus Antonius’ Quästor Marcus Barbatius, der sich mit seinem Herrn zerstritten hatte, nach Italien zurückkehrte und behauptete, Antonius missfalle das Benehmen seines Bruders Lucius.
Der in Rom weilende Lucius Antonius wurde vom Volk zum Imperator ausgerufen und führte nun als offiziell vom Senat autorisierter Oberbefehlshaber den Krieg gegen Octavian. Die folgenden militärischen Operationen des Bürgerkriegs wurden trotz viel Erbitterung nicht bis zur letzten Konsequenz durchgefochten. Octavian marschierte, nachdem er von der Einnahme Roms durch Lucius Antonius erfahren hatte, von Sentinum gegen die Hauptstadt. Gaius Furnius, der Sentinum gegen Octavian verteidigt hatte, verfolgte diesen mit einem Heer. Mittlerweile war aber Octavians Feldherr Salvidienus mit seinen Legionen wieder  nach Mittelitalien zurückgekehrt und konnte Sentinum erobern. Ebenso war Nursia gezwungen, die Waffen zu strecken. Die Einwohner der Stadt hingen – wie auch jene andere Munizipalstädte – an der untergegangenen, von Lucius Antonius aber nun wieder neu propagierten republikanischen Ordnung. Sie schrieben auf die Grabstelen ihrer im Kampf gegen Octavian gefallenen Mitbürger, dass diese für die Freiheit gestorben seien. Dafür erlegte ihnen Octavian eine ungeheure Kontribution auf und füllte so seine Kriegskasse.
Lucius Antonius brach mit seinen Streitkräften von Rom aus nach Norden auf und zog gegen den anrückenden Salvidienus, damit dieser nicht weiter nach Süden vorrücken konnte. Gleichzeitig marschierten Marcus Antonius’ Feldherren Gaius Asinius Pollio und Publius Ventidius Bassus von Oberitalien aus langsam hinter Salvidienus her, und Lucius Antonius plante, mit ihrer Hilfe Salvidienus von Norden und Süden gleichzeitig anzugreifen. Damit hätte Octavians Hauptarmee, die sechs Legionen umfasste, vernichtet oder zur Übergabe gezwungen werden können. Doch ohne klare Befehle ihres Oberbefehlshabers Marcus Antonius handelten Pollio und Ventidius nur zögerlich. Sie wollten wohl nicht ohne Antonius’ ausdrückliche Anweisung an der Ausschaltung eines anderen Triumvirn schuld sein; außerdem herrschten zwischen den verschiedenen Generälen des Antonius auch Unstimmigkeiten. Octavians enger Freund und Feldherr Marcus Vipsanius Agrippa rückte inzwischen von Süden her gegen Lucius Antonius heran und besetzte in dessen Rücken die im südlichen Etrurien gelegene Stadt Sutrium. Somit musste Lucius Antonius fürchten, zwischen Salvidienus und Agrippa eingezwängt zu werden. Er wich seitwärts in die befestigte Stadt Perusia aus, die einige Hundert Meter vom Tiber entfernt lag. Octavian und seine beiden Feldherren Agrippa und Salvidienus rückten mit ihren gesamten Heeren  gegen die Stadt vor und begannen deren Belagerung, während Lucius Antonius auf Entsatz durch Pollio und Ventidius wartete.

## Belagerung von Perusia
Während Octavians Truppen Perusia belagerten, wurden sie von außen durch die Armeen von Asinius Pollio, Ventidius und Lucius Munatius Plancus, der von Fulvia ein frisch rekrutiertes Heer übergeben bekommen hatte, bedroht. Es wurde teilweise mit großer Erbitterung auf beiden Seiten gekämpft und jeweils die Führer des Gegners geschmäht, wie u. a. Graffiti auf den vor Perusia entdeckten Schleuderbleien belegen, die etwa die Kahlköpfigkeit des Lucius Antonius verhöhnten. Der römische Poet Martial überliefert auch ein angeblich während den damaligen Kämpfen von Octavian verfasstes, derb-obszönes Schmähgedicht, das Antonius’ Liebesverhältnis mit Glaphyra aufgriff und Fulvia durch sexuelle Unterstellungen herabwürdigte.
Octavian ließ eine etwa 10 km lange Befestigungsanlage um Perusia zur Einschließung dieser Stadt errichten. Dazu gehörten ein Graben, ein Wall sowie eine Palisadenreihe. Später wurde diese Anlage durch eine Mauer verstärkt, in die 1500 hölzerne Türme eingelassen waren. Ferner ließ Octavian zur weiteren Absicherung der Festungswerke einen Schenkel bis zum Tiber hinzubauen. Lucius Antonius errichtete seinerseits einen Innenwall zum Schutz vor Angriffen. Monatelang wurde entlang dieser Verteidigungsanlagen intensiv gekämpft.
Die drei Feldherren des Marcus Antonius, die dessen in Perusia eingekesselten Bruder Entsatz bringen sollten, verhielten sich jedoch weiterhin äußerst zaudernd und abwartend.  Offenbar fehlte ihnen der richtige Kampfeswille, weil sie die Einstellung von Marcus Antonius zum Perusinischen Krieg nicht kannten und diese militärische Konfrontation auch nicht billigten. Darüber hinaus vermochten sie sich nicht auf den Oberbefehl zu einigen; der literarisch begabte Pollio konnte Plancus nicht leiden, und dieser verabscheute seinerseits Ventidius als ehemaligen Maultiertreiber. Auch als Marcus Antonius’ enger Vertrauter Manius im Namen von Lucius Antonius die drei Heerführer bat, dem Eingeschlossenen energischere Hilfe zu bringen, fruchtete dies nichts. Daher musste Lucius Antonius den Winter in Perusia verbringen und versuchen, dort durchzuhalten.
Daraufhin bemühte sich Fulvia intensiv um Entsatz für Lucius Antonius und ersuchte dabei insbesondere Ventidius und Pollio, entschlossener gegen die Belagerungstruppen vor Perusia vorzugehen. Diese rückten nun zwar gegen die Stadt vor, waren aber nicht in der Lage, eine ihnen entgegengeschickte Militäreinheit zu schlagen. Da Ventidius und Pollio über die deutlich größere Kampfkraft verfügten, hätte ihnen wohl bei einer zielgerichteten, energischen Attacke der Durchbruch gelingen müssen. So dürften sie weiterhin den vollen Einsatz ihrer Soldaten gescheut haben. Agrippa und Octavian ergriffen die Initiative und vermochten die beiden gegnerischen Feldherren problemlos zurückzudrängen, die sie voneinander getrennt in Ravenna und Ariminium blockierten. Auch Plancus wurde in Spoletium durch ein Truppenkontingent Octavians festgehalten.
Lucius Antonius wiederum scheiterte bei seinen Versuchen, den Belagerungsring um Perusia zu durchbrechen. In der Neujahrsnacht 40 v. Chr. führte er einen großen Ausfall durch, der ebenso misslang. Am Anfang des Jahres 40 v. Chr. stellte sich in Perusia eine immer größere Hungersnot ein, und später wurde der Perusinische Hunger (lateinisch Perusina fames) sprichwörtlich. Dementsprechend verschlechterte sich die Stimmung der Soldaten im Lager des Lucius Antonius. Als Nachrichten über diese Vorkommnisse zu Ventidius und den anderen Heerführern des Marcus Antonius  drangen, unternahmen sie einen neuerlichen, aber wiederum sehr schlaff vorgetragenen Entsatzversuch. Agrippa und Salvidienus zogen ihnen mit einer Truppenabteilung entgegen und drängten das Entsatzheer nach Fulginiae zurück. Von hier aus gaben die Antonianer den Belagerten durch Feuerzeichen Signale, waren jedoch nicht imstande, ihnen militärische Unterstützung zu leisten, und zogen schließlich gänzlich ab. Auch immer verzweifeltere Ausfälle der Belagerten wurden zurückgeschlagen. Viele der eingeschlossenen Soldaten, aber auch vornehme Personen, liefen zu Octavian über, so dass sich Lucius Antonius schließlich etwa Ende Februar 40 v. Chr. ergab.

## Bestrafung
Octavian ließ gegenüber Lucius Antonius und dessen Streitkräften Gnade walten; er ernannte seinen hochrangigen Gegner sogar zum Statthalter einer der spanischen Provinzen. Auch Fulvia blieb unbehelligt und durfte mit ihren Kindern in den Osten zu ihrem Gatten Marcus Antonius reisen. Hingegen wurden die Zivilisten, die auf die Seite des Lucius Antonius getreten waren, schonungslos hingerichtet. Ferner ließ Octavian auch alle Decurionen (Ratsherren) von Perusia exekutieren. Nur einer von ihnen, Lucius Aemilius, wurde verschont, weil er früher in seiner Stellung als Richter die Caesarmörder in Rom entschieden verurteilt hatte. Auch mehr als 300 Senatoren und Ritter, die Lucius Antonius beigestanden hatten, sollen auf Befehl Octavians am 15. März 40 v. Chr. (dem Tag, an dem sich die Ermordung Caesars zum vierten Mal jährte) an einem Altar hingeschlachtet worden sein, den man dem mittlerweile zum Gott erhobenen Caesar erbaut hatte. Sie seien dem vergöttlichten Caesar (Divus Julius) gewissermaßen als Opfer dargebracht worden. Berühmt ist der bei Sueton (Augustus, 15) überlieferte Ausspruch Octavians, als Vertreter der Stadt um Gnade flehten: „Moriendum esse“ („Es muss gestorben werden“).
Die Stadt Perusia selbst überließ Octavian seinen Soldaten. Aus Angst vor Plünderungen zündete ein vornehmer Perusiner namens Cestius Macedonicus sein Haus an, durchbohrte sich mit dem Schwert und sprang in die Flammen. Es ließ sich nicht eruieren, ob dies dazu führte, dass die ganze Stadt mit Ausnahme des Tempels des Vulcanus niederbrannte oder ob dieser Stadtbrand absichtlich gelegt worden war.

## Rezeption
Gerade die in Perusia angewandte Brutalität des Octavian wurde rezipiert. So weist der Philosoph Seneca seinen Schützling Nero in seiner Schrift De clementia (dt. Von der Güte/Milde) darauf hin, dass Octavian (der spätere Augustus) zwar milde war, aber erst nach den Ereignissen von Perusia.
Der Dichter Properz, der selbst aus Assisi in Umbrien stammt, thematisiert die Tode des Perusinischen Krieges in zwei Gedichten (I, 21–22). Gedicht I, 21 hat die Form eines Kenotaphs für einen verstorbenen Verwandten; I, 22 beschreibt allgemeiner seine Herkunft und Kindheit.